# Fredrik Lundin
Fredrik Lundin (* 7. April 1963 in Kopenhagen) ist ein dänischer Jazzmusiker (Saxophon und Flöte).

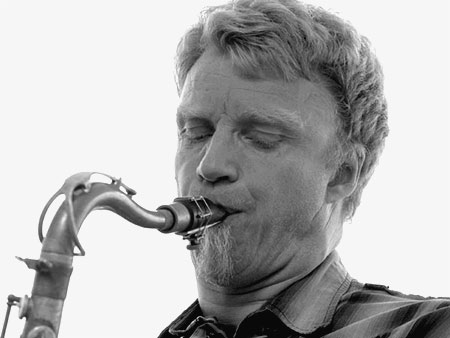
Fredrik Lundin

## Leben und Wirken
Lundin debütierte als professioneller Jazzmusiker 1981 mit einem eigenen Trio und wurde im gleichen Jahr Mitglied des European Youth Jazz Orchestra. Er wurde Mitglied in den Bands von Erling Kroner, Frans Bak, Bo Stief und Jan Kaspersen und arbeitete als Sideman mit Marilyn Mazur, Kenneth Knudsen, Jon Balke, Niels Henning Ørsted Pedersen, Pierre Dørge, Steve Swallow, Aske Jacoby, Kasper Winding, Jacob Venndt und anderen.
1986 veröffentlichte Lundin sein erstes Album als Bandleader. Im Folgejahr heiratete er die Singer-Songwriterin Trine-Lise Væring, mit der er 1992 das grammy-nominierte Album People, Places, Times and Faces einspielte. 1994 gründete er mit dem schwedischen Perkussionisten Peter Danemo das Lundin/Danemo Kvartet, mit dem er 1997 das Album Music for Dancers and Dreamers aufnahm.
Mit dem englischen Keyboarder Django Bates und der Perkussionistin Lisbeth Diers spielte er 1997 ein Liveprogramm im schwedischen Rundfunk (12 Jazz Visits). 2000 gründete er die elfköpfige Band Fredrik Lundin Overdrive.
Zur Eröffnung des Copenhagen Jazz Festival 2003 formte Lundin die Gruppe Basalt (mit Anders Jormin, Audun Kleive, Krister Jonsson und Lars Andreas Haug), mit der er eigene Kompositionen aufführte (das Konzert wurde vom dänischen Rundfunk übertragen). Gemeinsam mit Marilyn Mazur und Kasper Bai gründete er das Maluba Orchestra, für das er auch schreibt. Mit dem zehnköpfigen Tone of Voice Orchestra, das er mit Trinelise Væring leitet, beschreitet er neue Wege zwischen Jazz, Folk und Weltmusik.
Neben Arrangements und Kompositionen für seine eigene Band verfasste Lundin Musik für Tanztheateraufführungen (u. a. Regndråben unter Thomas Eisenhardt, Rå Flade unter Lars Dahl Pedersen), für Kindertheaterstücke von Jacques Matthiessen und für Kammerorchester. Ein Auftragswerk für das Copenhagen Saxophone Quartet erschien auf dem Album Six Danish Composers. Außerdem unterrichtet er Saxophon, Komposition und Ensemblespiel u. a. am Rytmisk Musikkonservatorium in Kopenhagen.

## Preise und Auszeichnungen
Lundin wurde 2007 mit dem Ben Webster Prize ausgezeichnet. Das Debütalbum Choose Your Boots seiner Band Overdrive erhielt 2001 den Dänischen Musikpreis als beste Jazzaufnahme und den Leser- und Kritikerpreis des Magazins Jazz Specials. Das gleichnamige Album des Maluba Orchestra wurde 2020 ebenfalls mit dem Dänischen Musikpreis als beste Jazzaufnahme ausgezeichnet.

## Diskographie
- Twilight Land mit Ture Larsen, Poul Carstensen, Peter Reim, Erling Kroner, Uffe Markussen, 1986
- The Cycle mit Ture Larsen, Lars Togeby, Uffe Markussen, Poul Carstensen, Peter Reim, 1987
- Peaces of mit Joakim Milder, Paul Bley, Christian Spering, Ole Rømer, Trine-Lise Væring, Bent Clausen, 1990
- People, Places, Times & Faces mit Trine-Lise Væring, Kenneth Knudsen, Palle Danielsson, Audun Kleive, Lars Vissing, Ture Larsen, Frederik Gislinge, Henrik Sveidahl, Monica Bauchwitz, Mats Olofsson, 1992
- Desde el norte... mit Trine-Lise Væring, Christian Jørgensen, Henrik Sveidahl, Kaare Munkholm, Palle Windfeldt, Carl Quist Møller, Mattias Svensson, Jonas Johansen, 1997
- Music for Dancers and Dreamers mit Jacob Karlzon, Mattias Svensson, Peter Danemo, Carl Quist Møller, Krister Jonsson, Trine-Lise Væring, 1997
- Choose Your Boots mit Krister Jonsson, Jacob Karlzon, Mattias Svensson, Peter Danemo, Emil de Waal, Gunnar Halle, Mia Engsager, Kenneth Agerholm, Ola Nordqvist, Klaus Löhrer, 2001
- Fredrik Lundin Overdrive Plays The Music of Leadbelly, Belly-up mit Per Jørgensen, Krister Jonsson, Henrik Gunde, Jens Kristian Uhrenholdt, Emil De Waal, Jonas Johansen, Maj Berit Guassora, Mia Engsager, Lis Wessberg, Ola Nordqvist, Klaus Löhrer, 2004
- Christina von Bülow / Fredrik Lundin Silhouette mit Jacob Fischer, Daniel Franck, Jeppe Gram, 2011
- Maluba Orchestra, mit Maj Berit Guassora, Tomasz Dąbrowski, Mia Engsager, Annette Saxe, Christina von Bülow, Pernille Bévort, Jesper Løvdal, Kasper Bai, Makiko Hirabayashi, Klavs Hovman, Emil De Waal, Marilyn Mazur (Stunt Records 2019)
- Tone of Voice Orchestra, mit Trinelise Væring, Maria Kynne, Tine Refsgaard, Lise Kroner, Christian Mohr Levisen, Emma Kragh-Elmøe, Arendse Nordtorp Pedersen, Joel Illerhag, Jesper Uno Kofoed, Anders Provis, (Stunt Records 2022)